# Lambedouro

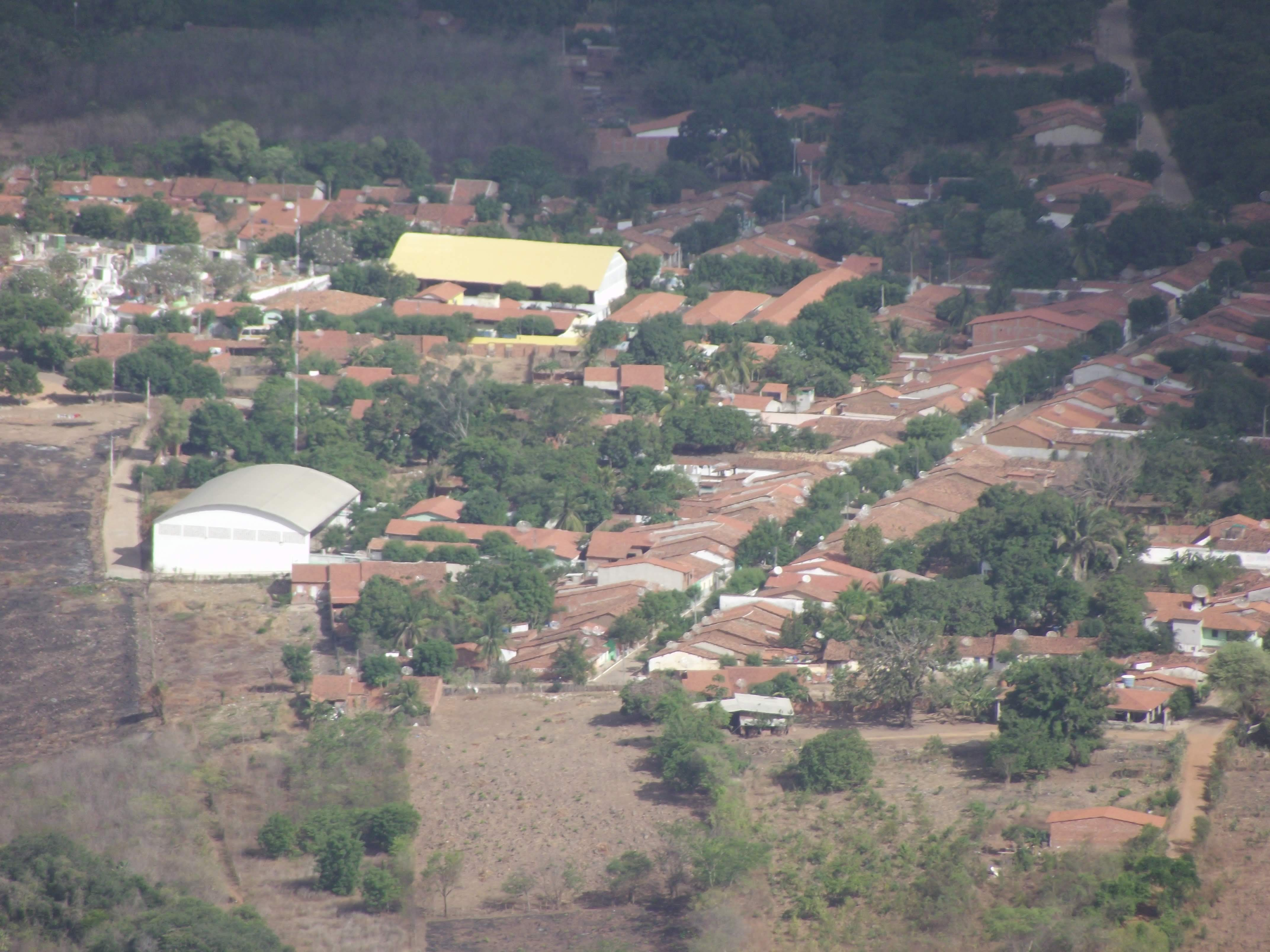
Vila de Oiticicas em 2012

 Lambedouro : mais conhecido como Oiticicas - leva o nome do mesmo vale no qual está localizado, é um distrito do município brasileiro Viçosa do Ceará.
Localiza-se a 12 km da sede do município e a 362 quilômetros da capital cearense, Fortaleza.
Muito conhecido pelo seu tradicional festejo em homenagem a padroeira Santa Luzia, realizado entre os dias 3 a 13 de dezembro. 
Seu acesso se dá pela CE 240.